# Qiyunia lehtineni
Qiyunia lehtineni är en spindelart som beskrevs av Song och Xu 1989. Qiyunia lehtineni ingår i släktet Qiyunia och familjen kardarspindlar. Inga underarter finns listade i Catalogue of Life.